# Рубен Пардо
Рубен Пардо Гутьєррес (ісп. Ruben Pardo Gutierrez; нар. 22 жовтня 1992, Логроньо) — іспанський футболіст, півзахисник клубу «Аріс».

## Життєпис
На початку кар'єри Пардо виступав у складі «Реала Сосьєдад». Спочатку він виступав у другій команді, за яку в 31 матчі забив один м'яч.
Від сезону 2011/12 його почали залучати до ігор Ла-Ліги. У жовтні 2011 року вийшов на заміну в матчі проти мадридського «Реала».

## Титули і досягнення
«Реал Сосьєдад»
- Сегунда: 2009–2010

Іспанія (до 19 років)
- Чемпіон Європи (U-19): 2011